# Kalmu
Koordinaten: 58° 28′ N, 21° 59′ O
Kalmu ist ein Dorf (estnisch küla) auf der größten estnischen Insel Saaremaa. Es gehört zur Landgemeinde Saaremaa (bis 2017: Landgemeinde Kihelkonna) im Kreis Saare.
Das Dorf hat acht Einwohner (Stand 31. Dezember 2011). Es liegt auf der Halbinsel Tagamõisa.